# Charlotte Vega
Charlotte Elizabeth Vega (* 10. Februar 1994 in Madrid) ist eine spanisch-britische Schauspielerin.

## Karriere
Vega, Tochter einer Britin und eines spanisch-britischen Vaters, wurde in Madrid geboren, die Familie zog aber nach Barcelona, als sie zehn Monate alt war. Ihre Großeltern väterlicherseits stammten aus Andalusien.
Ihre erste Filmrolle hatte sie 2012 in dem Spielfilm REC 3: Genesis. Danach folgten 2013 zwei kleine Besetzungen in Los inocentes und Another Me – Mein zweites Ich. Nationale Bekanntheit erlangte sie durch ihre Rolle der Rita Aranda in der Fernsehserie El secreto de Puente Viejo an der Seite von Álvaro Morte. Anschließend war sie in der Serie The Refugees in insgesamt sieben Episoden zu sehen. Im selben Jahr hatte sie eine Rolle in der Serie Velvet inne. 2017 hatte sie eine Nebenrolle in dem Agenten-Actionfilm American Assassin und eine Hauptrolle in dem von Netflix produzierten Horrorfilm The Lodgers – Zum Leben verdammt.

## Filmografie
- 2012: REC 3: Genesis
- 2013: Los inocentes
- 2013: Another Me – Mein zweites Ich (Another Me)
- 2013–2014: El secreto de Puente Viejo (Fernsehserie, 63 Episoden)
- 2014: Buenos Dias, Prinzessin! (El club de los incomprendidos)
- 2014–2015: The Refugees (Fernsehserie, 7 Episoden)
- 2015: Velvet (Fernsehserie, 12 Episoden)
- 2016: Lo que escondían sus ojos (Mini-Fernsehserie, 4 Episoden)
- 2017: Provenance
- 2017: American Assassin
- 2017: The Lodgers – Zum Leben verdammt (The Lodgers)
- 2017: Proyecto tiempo
- 2017: Der Buchladen der Florence Green (La Librería)
- 2017: Danielle (Kurzfilm)
- 2019: La Banda
- 2020: Mosquito State
- 2020: Warrior Nun (Fernsehserie, 4 Episoden)
- 2021: Wrong Turn – The Foundation (Wrong Turn)
- 2022: Burial
- 2022: Edén
- 2023: Who is Erin Carter? (Fernsehserie, 6 Episoden)
- 2023: The Castaways (Fernsehserie, 5 Episoden)
- 2024: Utopia
- 2025: Man with No Past
- 2025: The Last Gunfight